# 柬埔寨人民代表大會
柬埔寨人民代表大会是民主柬埔寨时期的立法机构。1976年1月5日正式成立，由250名代表组成。
根据宪法规定，其中150个席位留给农民代表，50席留给工人和“其他劳动人民”，50席留给柬埔寨革命军。所有代表将同时通过无记名投票选举产生，任期五年，唯一一次选举于1976年3月20日举行。
议会于4月11日至13日举行了唯一一次全体会议，任命了由主席、第一副主席和第二副主席各一名组成的国家主席团，并选举产生了“行政当局”（民主柬埔寨政府）和常务委员会（在全会闭会期间代表大会）。实际上，柬埔寨人民代表从未经过选举产生：柬埔寨共产党中央委员会指定了大会代表，以及常务委员会和国家主席团的名单。
1979年1月7日，越南攻占金边，大会废止。

## 组成
| 政党                    | 政党               | 票数      | %  | 席数 | +/–  |
| ----------------------- | ------------------ | --------- | -- | ---- | ---- |
|                         | 柬埔寨民族统一阵线 |           |    | 250  | 新   |
| 总共                    | 总共               |           |    | 250  | +124 |
|                         |                    |           |    |      |      |
| 已登记选民／投票率      | 已登记选民／投票率 | 3,462,868 | 98 |      |      |
| 资料来源：Nohlen et al. |                    |           |    |      |      |

柬埔寨人民代表大会常务委员会委员长：
- 农谢，1976年4月13日 – 1979年1月7日